# Cyclanthera steyermarkii
Cyclanthera steyermarkii là một loài thực vật có hoa trong họ Cucurbitaceae. Loài này được Standl. mô tả khoa học đầu tiên năm 1944.